# Домбай (горная территория)
Домба́й (Домбайская Поляна) — горная территория в Карачаево-Черкесии в бассейне Теберды на Северном Кавказе (Россия). Южная граница Домбая — Главный Кавказский хребет. Высшая точка — вершина Домбай-Ёльген (Домбай-Ульген) высотой 4046 метров.

## Этимология
Слово «доммай»/«домбей» имеется и в карачаево-балкарском, и в кабардино-черкесском языках, и в обоих оно означает «зубр». Топоним встречается как на адыгских землях, так и на карачаевских. В русских источниках Домбай впервые упоминается в описании, составленном для Екатерины II: «в горах Кавказа обитают дикие быки — домбаи». Некогда на территории Домбая зубры, относившиеся к кавказскому подвиду были широко распространены. Последний кавказский зубр был убит казаками в горной части современной Адыгеи в 1927 году. В современное время существует программа по возрождению популяции кавказского зубра.
Название самой высокой горы в этом районе — Домбай-Ёльген — на карачаево-балкарском означает «река, где убили зубра».

## Описание
Область располагается в пределах ущелий Алибека, Аманауза и Домбай-Ёльгена на высоте 1630—1650 метров над уровнем моря.
Домбай — не административное понятие, и границы его не имеют строго межевого обозначения. Это современное, хотя и восходящее к традиции, название верховьев реки Теберды — крупного притока Кубани, объединяющее несколько горных ущелий, берущих начало от Главного Кавказского хребта. Горная территория, представляющая собой альпийское высокогорье, относится к районам со значительной лавинной опасностью.
Домбай — один из современных центров отдыха и спорта, альпинистская, горнолыжная «мекка» Большого Кавказа. С появлением в России рыночной экономики бурное развитие получило гостиничное хозяйство. В настоящее время на Домбайской поляне работает туристский комплекс из нескольких десятков гостиниц, в том числе современные мини-отели.

## История изучения
В 1904 году Русское горное общество организовало экспедицию в верховья Теберды, участниками которой были председатель Русского горного общества Александр фон Мекк, швейцарский альпинист Андреас Фишер и горные проводники Христиан Йосси и Яни Бузуртанов.
В ходе экспедиции были совершены восхождения на вершины Семёнов-баши (названа участниками по праву первовосходителей в честь П. П. Семёнова-Тян-Шанского), Сунахет (с ингуш. — «надежда», «может случиться»; названа участниками по праву первовосходителей), Джаловчат (первовосхождение), Белалакая (первовосхождение). Также в ходе экспедиции пройдены Джессарский, Чучхурский, Домбай-Ульгенский, Клухорский, Нахарский перевалы, исследованы Джаловчатский, Двуязычный, Алибекский, Птышский ледники.

## Климат
| Показатель           | Янв. | Фев. | Март | Апр. | Май | Июнь | Июль | Авг. | Сен. | Окт. | Нояб. | Дек. |
| -------------------- | ---- | ---- | ---- | ---- | --- | ---- | ---- | ---- | ---- | ---- | ----- | ---- |
| Средний максимум, °C | −5   | −3   | 0    | 3    | 8   | 17   | 20   | 24   | 18   | 10   | 0     | −3   |
| Средний минимум, °C  | −12  | −10  | −9   | −5   | 0   | 5    | 7    | 12   | 10   | 5    | −5    | −8   |

## Галерея
- Яки на территории Домбая
- Рассвет на территории Домбая
- Белалакая
- Река Муруджу
- Домбайская поляна на высоте 2000 метров
- Ущелье Домбай-Ульген в юго-восточном направлении
- Ущелье Домбай-Ульген в северо-западном направлении
- Вид на вершину Домбай-Ульген из ущелья
- Пересечение рек Теберда и Гоначхи, Военно-Сухумская дорога